# Некне
Некне́ (перс. نقنه‎) — небольшой город на юго-западе Ирана, в провинции Чехармехаль и Бахтиария. Входит в состав шахрестана Боруджен и является юго-восточным пригородом его одноимённого центра.
На 2006 год население составляло 8 086 человек.
Альтернативные названия: Некон (Naqon), Негуна (Naghuna).

## География
Город находится на востоке Чехармехаля и Бахтиарии, в горной местности центрального Загроса, на высоте 2 291 метра над уровнем моря.
Некне расположен на расстоянии приблизительно 60 километров к юго-востоку от Шехре-Корда, административного центра провинции и на расстоянии 410 километров к югу от Тегерана, столицы страны.